# 马丁·施特罗贝尔
马丁·施特罗贝尔（德語：Martin Strobel，1986年6月5日—），德国男子手球运动员。他曾代表德国国家队参加2016年夏季奥林匹克运动会男子手球比赛，获得一枚铜牌。